# Рибейру, Антониу
Антониу Рибейру (порт. António Ribeiro; 21 мая 1928, Гандарела-ди-Башту, Португалия — 24 марта 1998, Лиссабон, Португалия) — португальский кардинал. Титулярный епископ Тигильявы с 3 июля 1967 по 10 мая 1971 и вспомогательный епископ Браги с 3 июля 1967 по 6 июня 1969. Вспомогательный епископ Лиссабона с 6 июня 1969 по 10 мая 1971. Пятнадцатый Патриарх Лиссабона с 10 мая 1971 по 24 марта 1998. Военный викарий Португалии с 24 января 1972 по 24 марта 1998. Председатель Португальской епископской конференции с 1975 по 1981 и с 1987 по 1993. Кардинал-священник с титулом церкви Сан-Антонио-да-Падова-ин-Виа-Мерулана с 21 февраля 1973.